# محمود عكوش
محمود بن مصطفى باشا عكوش ويُعرف باسمِ محمود عكوش (1885-1944م) كانَ من رواد علم الآثار المصريين وخبير في تاريخ مصر.

## نسبة
هو محمود بن مصطفى باشا عكوش بن محمداغا قواله لي بن مصطفى أغا قواله لي بن عبد الله أغا قواله لى ابن سليمان أغا قواله لي ابن دَاوُدَ أغا قواله لى.

## الحياة المُبكّرة والتعليم
ينحدرُ عكوش من قولة. انتقل جده منها إلى مصر مع محمد علي باشا وتعلم محمود في مدرسة أنشأها الخديوي توفيق لأولاد الأسرة سمَّاها (مدرسة الأنجال) وبعد تخرجه عُين مترجمًا في لجنة الآثار العربية وذلك سنة 1905.

## المسيرة المهنيّة
انتُدِبَ للتدريس في المعهد العلمي الفرنسي، فكآفأه المعهد بالوسام الأكاديمي. كان محمود يُجيد الانجليزية والفرنسية. تُوفيَّ سنة 1944 بالقاهرة. يُوجد في الوقت الحالي شارعٌ بالقاهرة يخلد أسمه وهو شارع «الأثرى محمود عكوش» بمدينة نصر.

## قائمة أعماله

### المؤلّفات
- كتاب تاريخ ووصف الجامع الطولوني (نُشر بالقاهرة، دار الآثار العربية، سنة 1927)
- كتاب المسجد الأعظم بالمدينة: الحرم المدني (نُشر بالقاهرة سنة 1936)
- كتاب مصر في عهد الإسلام: خواطر في تاريخها ونبذ عن آثارها: فتح مصر والأسكندرية (نُشر بالقاهرة، مطبعة دار الكتب المصرية سنة 1941[4])

### التراجم
- كتاب حفريات الفسطاط
- ترجمة رسالة القبة والطير
- ترجمة سلسلة تاريخية للآثار العربية.[5]